# Aldosterona
La aldosterona (del alemán Aldosteron, de Aldo-, acortamiento de Aldehyd, aldehído, y -steron, hormona esteroide) es una hormona esteroide de la familia de los mineralocorticoides, sintetizada en la zona glomerular de la corteza suprarrenal de la glándula suprarrenal. Actúa en la conservación del Na, en la secreción de K y en el incremento de la presión sanguínea. Su secreción está disminuida en la Enfermedad de Addison e incrementada en el Síndrome de Conn.
Fue aislada por primera vez por los endocrinólogos ingleses Sylvia Agnes Sophia Tait y James Francis Tait en 1953.

## Síntesis
La aldosterona, así como todas las hormonas esteroideas, es sintetizada a partir del colesterol. Su síntesis se lleva a cabo en la zona glomerular de la corteza suprarrenal mediante la acción de la colesterol desmolasa (CYP11A1), la 21-hydroxilasa (CYP21A2), la aldosterona sintetasa (CYP11B2) y la 3beta-hidroxiesteroide deshidrogenasa (3β-HSD).
La mayoría de las reacciones estereidogénicas son catalizadas por enzimas de la familia del citocromo P450. Estos están localizados en la mitocondria y requieren adrenodoxina como cofactor (excepto la 21-hidroxilasa y la 17α-hidroxilasa).
La aldosterona y la corticosterona comparten la primera parte de su mecanismo de biosíntesis. La última parte es mediada por la aldosterona sintetasa (para la aldosterona) o por la 11β-hidroxilasa (para la corticosterona). Estas enzimas son casi idénticas, ya que comparten la hidroxilación 11β y la 18-hidroxilación, pero la aldosterona sintasa también es capaz de realizar una 18-oxidación. Además, la aldosterona sintasa se encuentra en el límite exterior de la corteza suprarrenal mientras que la 11β-hidroxilasa se encuentra en la zona fascicular y en la zona reticular.
La aldosterona sintasa está normalmente ausente en otras secciones de la glándula suprarrenal. 

### Estimulación
La síntesis de aldosterona es estimulada por varios factores:
- Por un incremento en los niveles plasmáticos de angiotensina II, III y IV. El nivel de Angiotensina II es regulado por la angiotensina I, la cual es a su vez regulada por la enzima renina.[2]

- Por un incremento en los niveles plasmáticos de potasio. Los niveles incrementados de potasio actúan para regular la síntesis de aldosterona mediante la despolarización de las células en la zona glomerular, que abre los canales voltaje-dependientes de calcio. Los niveles de potasio son los estimuladores más sensibles de aldosterona.[2]

- Por un incremento en los niveles plasmáticos de ACTH, aunque este efecto es tenue.[2]

- Los niveles plasmáticos de sodio influyen de una manera indirecta.[2]

- Por acidosis plasmática.

- Por los receptores de extensión localizados en las aurículas coronarias. Si se detecta un descenso en la presión sanguínea, la glándula suprarrenal es estimulada por estos receptores de extensión llevando a la liberación de aldosterona, la cual incrementa la reabsorción de sodio en la orina, el sudor y la absorción en el intestino. Esto causa una osmolaridad aumentada del fluido extracelular que eventualmente retornará la presión sanguínea a la normalidad.

La secreción de aldosterona tiene un ritmo diurno.

## Función y mecanismos
La aldosterona es el principal mineralocorticoide endógeno en seres humanos seguido por la 11-desoxicorticoesterona (DOC). Si bien la aldosterona se produce en la corteza de las glándulas suprarrenales, tiene su efecto principalmente en el riñón, específicamente a nivel del túbulo contorneado distal y del túbulo colector de la nefrona. Los mecanismos para cada uno son:
1. Al actuar sobre los receptores nucleares de mineralocorticoides (MR) dentro de las células principales del túbulo distal y del conducto colector de la nefrona renal, regula al alza y activa las bombas basolaterales de Na⁺/K⁺, que bombean tres iones de sodio fuera de la célula hacia el líquido intersticial y dos iones de potasio desde el líquido intersticial hacia la célula. Esto crea un gradiente de concentración que da lugar a la reabsorción de iones de sodio (Na⁺) y agua (que sigue al sodio) en la sangre y a la secreción de iones de potasio (K⁺) en la orina (lumen del conducto colector).
2. La aldosterona estimula la secreción de H+ por las células intercaladas en el túbulo colector, regulando los niveles plasmáticos de bicarbonato (HCO3−) y su equilibrio ácido-base.[8]
3. La aldosterona estimula la actividad de los canales epiteliales de sodio (ENaC), aumentando la reabsorción de sodio en las células principales del túbulo contorneado distal de las nefronas del riñón.[9]

### Otras funciones
- La aldosterona puede actuar sobre el sistema nervioso central mediante la liberación de la hormona antidiurética (ADH) que estimula directamente la reabsorción tubular.
- La aldosterona es responsable de la reabsorción de cerca de 2% del sodio filtrado en los riñones, que es aproximadamente todo el contenido de sodio en la sangre humana con una tasa de filtración glomerular normal.[10]
- La aldosterona, probablemente actuando la mayoría de las veces mediante receptores de mineralocorticoides, puede influenciar positivamente la neurogénesis en el giro dentado.[11]

## Localización de los receptores
A diferencia de los neuroreceptores, los receptores esteroideos clásicos están localizados intracelularmente. El complejo receptor de aldosterona se une al ADN a elementos específicos de respuesta a hormonas, conllevando a la transcripción específica de genes.
Algunos de los genes transcritos son cruciales para el transporte transepitelial de sodio, incluidas las tres subunidades del canal de sodio epitelial (ENaC), las bombas Na⁺/K⁺ y sus proteínas reguladoras suero y quinasa inducida por glucocorticoides, y factor inductor del canal, respectivamente.

## Regulación de la secreción de aldosterona por la corteza suprarrenal
- El papel del Sistema renina-angiotensina-aldosterona.

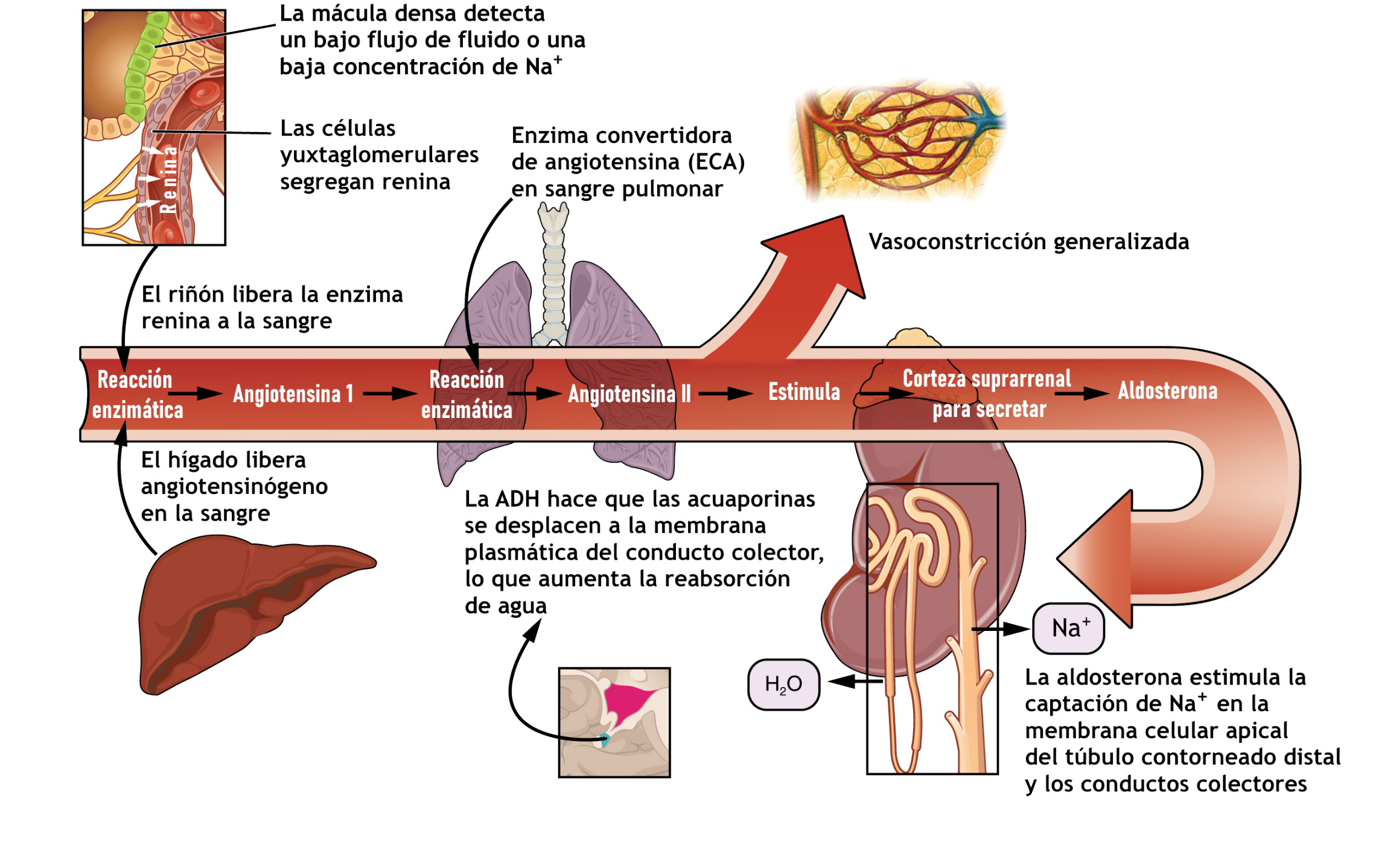
Sistema renina-angiotensina-aldosterona

Las angiotensinas estimulan la secreción de aldosterona y provocan vasoconstricción. La angiotensina II actúa de manera sinérgica con el potasio, y su ausencia hace que la retroalimentación del potasio sea prácticamente inoperante.
El efecto de la angiotensina II y la angiotensina III en las células de la zona glomerular se inicia al unirse a los receptores acoplados a proteína G. A continuación se activa la fosfolipasa C la cual hidroliza el PIP2 a IP3, lo cual libera iones de calcio intracelular. La estimulación de la angiotensina II permite la transferencia de colesterol hacia la membrana mitocondrial interna incrementando la conversión de colesterol a pregnenolona y corticosterona a aldosterona.
Una pequeña parte de la regulación resultante de la angiotensina II debe tener lugar indirectamente a través de la disminución del flujo sanguíneo en el hígado debido a la constricción de los capilares.  Cuando el flujo sanguíneo disminuye, también lo hace la destrucción de la aldosterona por las enzimas hepáticas.
- El papel de los nervios simpáticos.

La producción de aldosterona también se ve afectada en mayor o menor medida por el control nervioso, que integra la inversa de la presión de la arteria carótida, el dolor, la postura y, probablemente, la emoción (ansiedad, miedo y hostilidad), incluido el estrés quirúrgico. La ansiedad aumenta la aldosterona, que debe de haber evolucionado debido al retraso temporal que supone la migración de la aldosterona al núcleo celular. Así, resulta ventajoso que un animal se anticipe a una necesidad futura derivada de la interacción con un depredador, ya que un nivel sérico de potasio demasiado elevado tiene efectos muy adversos sobre la transmisión nerviosa.
- El papel de los barorreceptores.

La presión en la arteria carótida disminuye la aldosterona.
- La concentración de potasio en el plasma:

La cantidad de aldosterona segregada es una función directa del suero potásico probablemente determinada por sensores en la arteria carótida.
- La concentración de sodio en el plasma:

La aldosterona es una función de la inversa de la entrada de sodio detectada por presión osmótica. La pendiente de respuesta de la aldosterona a suero potásico es casi independente de la entrada de sodio. La aldosterona se incrementa más con entradas bajas de sodio, pero la tasa de incremento de aldosterona plasmática aumenta cuando el potasio en el suero no es mucho menor con altas entradas de sodio como lo es a bajas. Así, el potasio está fuertemente regulado a todas las entradas de sodio por la aldosterona cuando el suministro de potasio es adecuado, que normalmente se produce en dietas primitivas.
- Regulación miscelánea:

ACTH, un péptido pituitario, también tiene algún efecto estimulante en la aldosterona probablemente por la estimulación de formación de DOC que es un precursor de la aldosterona. La aldosterona es incrementada por pérdidas de sangre, embarazo, y posiblemente por otras circunstancias como exerción física, shock endotoxínico y quemaduras.
- Realimentación de aldosterona:

La realimentación por concentración de la propia aldosterona es de carácter no-morfológico (que es otro que cambios en el número de células o estructura) y es pobre ya que los electrolitos se realimentan predominando poco tiempo.

## Imágenes adicionales

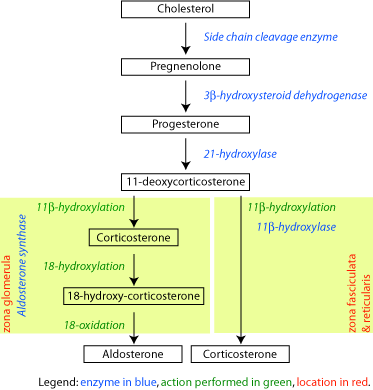
Ruta de los corticosteroides biosintéticos en ratas
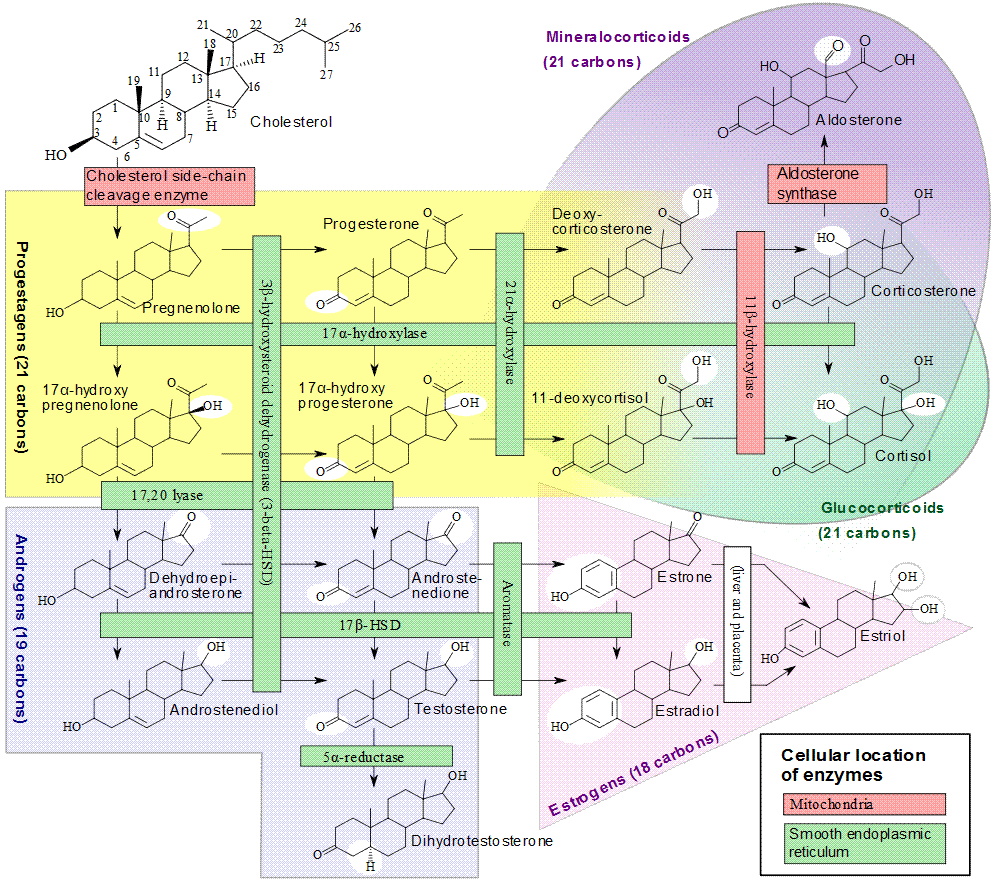
Esteroidogénesis
Corticosterona